# Шеффілд Юнайтед
«Ше́ффілд Юна́йтед» (англ. Sheffield United F.C.) — англійський футбольний клуб з Шеффілда. Заснований 22 березня 1889 року. Зазвичай цей клуб називають «Клинки» (англ. The Blades) через те, що місто Шеффілд є центром сталевої промисловості Англії. Свої домашні матчі клуб грає на стадіоні Бремолл-Лейн із дня свого заснування.
«Шеффілд Юнайтед» був чемпіоном футбольної ліги Англії 1897—1898 років і більше подібних успіхів не досягав. Також «Шеффілд Юнайтед» чотири рази ставав володарем Кубку Англії з футболу: в 1899, 1902, 1915 та 1925 роках. В 1901 та 1936 роках клуб був фіналістом Кубку.
«Шеффілд Юнайтед» став першим англійським клубом, який зміг пройти до першого дивізіону англійської футбольної ліги із другого ще далекого 1892 року. «Юнайтед» — один із 22 засновників Англійської Прем'єр-ліги, перший розіграш якої відбувся в сезоні 1992–93 років. Гравець «Шеффілд Юнайтед» Браян Дін забив перший в історії АПЛ гол у ворота «Манчестер Юнайтед».
Традиційним суперником команди є інший клуб із Шеффілда, «Шеффілд Венсдей», проти якого розігрується дербі Сталевого міста.

## Історія

### Заснування

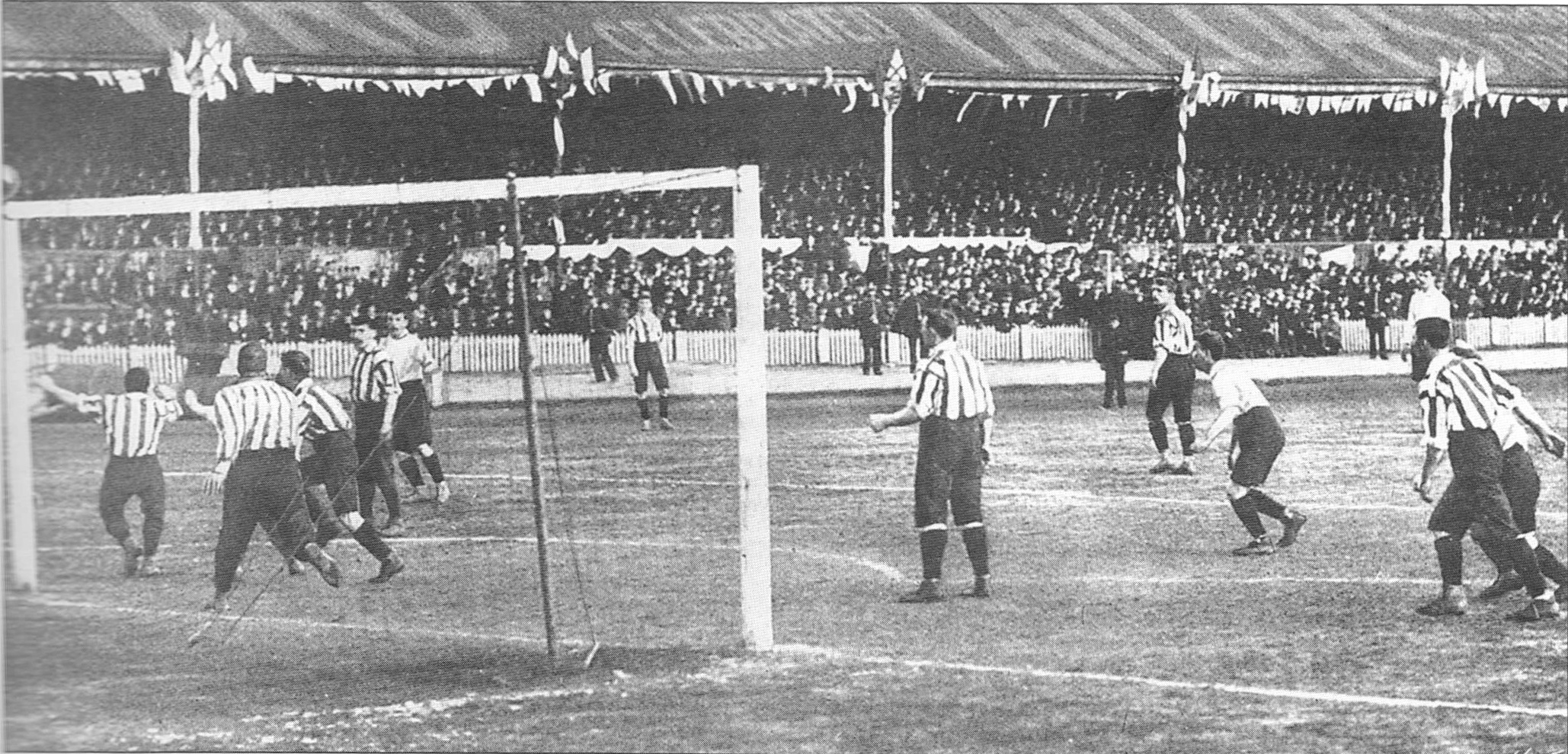
Команда під час фіналу Кубку Англії 1901 року

«Шеффілд Юнайтед» було засновано 22 березня 1888 року членами однойменного крікетного клубу в готелі Адельфі в Шеффілді. Засновником футбольного клубу став президент крікетного клубу сер Чарльз Клегг. В той же час клуб «Шеффілд Венсдей», президентом якого був той самий Чарльз Клегг, переїхав зі стадіону Бремолл-Лейн на власний стадіон «Олів Гроув», тож для новоствореного клубу знайшлося місце для проведення матчів.
У сезоні 1888/89 років «Шеффілд Юнайтед» брав участь лише в товариських матчах та Кубку Англії, в якому зазнав поразки від «Болтон Вондерерз» із рахунком 13:0. Ця поразка досі залишається найбільшою за кількістю голів у історії клубу. В сезоні 1890/91 клуб вступив до Ліги центральних графства і посів там 5-те місце. Це був перший сезон, коли клуб додав до своєї білої форми червоні смуги, які залишаються на ній досі. Наступний сезон «Шеффілд Юнайтед» провів у Лізі Півночі, де фішінував третім. Після цього сезону «Шеффілд Юнайтед» намагався вступити до Першого дивізіону англійського футболу, який розширявся з 14 команд до 16, проте набрав на свою користь лише п'ять голосів і потрапив до Другого дивізіону. У першому сезоні 1892/93 років «Шеффілд Юнайтед» посів 2 місце з 12 команд, поступившись лише «Смол Хіз» (сучасний «Бірмінгем Сіті»).

### Науспішніші роки
Дебют «Шеффілд Юнайтед» в еліті англійського футболу вийшов успішним — 10 місце. Наступний сезон команда завершила на 6 місці. В той час у складі «Шеффілд Юнайтед» виходили перший у світі темношкірий професійний футболіст Артур Вортон та Вільям Фулк, який був відомий через свою велику масу тіла — понад 140 кілограмів. Обидва були воротарями. У сезоні 1896/97 «Шеффілд Юнайтед» посів друге місце в чемпіонаті. Під час одного з матчів цього сезону Вільям Фулк вирішив розважитися, повисівши на перекладині власних воріт. Не витримавши навантаження, перекладина зламалася, і матч був зупинений.
У сезоні 1897/98 «Шеффілд Юнайтед» вперше в історії виграв чемпіонат Англії з футболу. Крім того, клуб виграв ще неофіційний «чемпіонат Великої Британії», обігравши чемпіона Шотландії з футболу «Селтік». Незважаючи на те, настуного сезону клуб посів лише 16 місце із 18 команд — лише на одну позицію вище зони вильоту. Це досі залишається найгіршим захистом титулу чемпіона Англії в історії. Проте того ж 1899 року «Шеффілд Юнайтед» вперше став переможцем Кубку Англії, в фінальному матчі обігравши клуб «Дербі Каунті» на стадіоні «Крістал Пелес» з рахунком 4:1.
В 1899/1900 роках «Шеффілд Юнайтед» знову став віце-чемпіоном. 20 квітня 1901 року клуб вдруге в історії потрапив до фіналу Кубку Англії, проте цього разу зіграв внічию із «Тоттенгем Готспур» 1:1, а через сім днів у Болтоні програв 1:3. Настуного року «Шеффілд Юнайтед» виграв Кубок Англії, обігравши у фіналі «Саутгемптон» із рахунком 2:1. У сезоні 1902/03 років «Шеффілд Юнайтед» був одним із претендентів на чемпіонство, проте закінчив сезон лише на четвертому місці.
Всі сезони до Першої світової війни клуб провів у Першому дивізіоні англійського футболу, виступаючи з перемінним успіхом. 1915 року «Шеффілд Юнайтед» втретє здобув Кубок Англії, здолавши «Челсі» на «Олд-Траффорд» із рахунком 3:0. Цей фінал увійшов до історії під назвою «фінал кольору хакі», позаяк більшість глядачів на трибунах були військовослужбовцями. Матч став останнім офіційним матчем в Англії до закінчення Першої світової війни. Під час війни клуб брав участь лише в регіональних турнірах.
Найяскравішим досягненням післявоєнних років стала четверта перемога в Кубку Англії 1925 року: фінальна зустріч з клубом «Кардіфф Сіті» (1:0) зібрала на стадіоні «Вемблі» близько 92 000 глядачів. У цей час в складі «Шеффілд Юнайтед» на поле виходив легендарний Вільям Гіллеспі. Востаннє клуб виступив у фіналі Кубка Англії 1936 року, програвши «Арсеналу» з рахунком 0:1.

### Роки до Другої світової війни
Після дуже успішного початку XX століття клуб почав переживати не найкращі часи: в сезоні 1919/20 клуб виграв лише шість матчів, а в 1929/30 роках від вильоту їх врятувала лише перемога над «Манчестер Юнайтед» 5:1 в останньому турі. Проте 1934 року клуб все-таки вилетів до Другого дивізіону, вперше у власній історії. Однією з найсерйозніших причин цього провалу був продаж до «Арсеналу» ірландського центрфорварда Джиммі Данна, який за шість років забив 140 голів. Данн забивав по 30 голів впродовж трьох сезонів (1930/31 — 1932/33), цей рекорд побив лише Алан Ширер у 90-х роках. У сезоні 1930/31 Данн забив 41 гол — ця цифра так і залишиється клубним рекордом.
Повернутися до еліти англійського футболу «Шеффілд Юнайтед» вдалося п'ять років потому: в сезоні 1938/39 команда посіла друге місце в турнірній таблиці Другого дивізіону, що гарантувало вихід в Перший дивізіон. Свою останню гру того сезону вони виграли в «Тоттенгем Готспур» із рахунком 6:1. Перший сезон після повернення до еліти англійського футболу було перервано через Другу світову війну. Під час війни «клинки» брали участь лише в матчах Ліги Півночі.

### Післявоєнний період
У 1945/46 роках під час єдиного повноцінного сезону Ліги Півночі «Шеффілд Юнайтед» здобув чемпіонський титул.
Перший післявоєнний сезон футбольної ліги Англії розпочався 1946 року і «клинки» посіли шосте місце. Проте незважаючи на це клуб вилетів з першого дивізіону 1949 року і не зміг повернутися назад наступного ж року через поразку принциповому супернику «Шеффілд Венсдей». Видатним гравцем цього десятиліття став нападник Джиммі Геган, який виступав у складі збірної Англії 1948 року. 1951 року, зіткнувшись із загрозою вильоту з Першого дивізіону, «Шеффілд Венсдей» запропонував за Гегана астрономічну на той час суму в розмірі 32 500 фунтів стерлінгів, але Геган відповів відмовою, а «Шеффілд Венсдей» виявився у Другому дивізіоні.
Після низки невдалих сезонів клуб покинув його тренер Тедді Девісон, який пропрацював у «Шеффілд Юнайтед» 20 років. Його замінив Рег Фрімен та одразу вивів клуб до Першого Дивізіону. «Клинки» провели в ньому два складних роки, доки Фрімен не помер 1955 року. Його наступник Джо Мерсер не зміг запобігти вильоту до Другого дивізіону.
1958 року Мерсер перейшов працювати до «Астон Вілли» і його замінив колишній капітан «Челсі» Джон Харріс. Саме в той час у клубі почали грати центральний півзахисник Джо Шоу, який згодом проведе понад 600 матчів у складі «Шеффілд Юнайтед» та наймолодший на той час англійський голкіпер Алан Годжкінсон, що був основним воротарем клубу цілих 18 років. 1961 року клуб знову вилетів до Другого дивізіону не пройшов до півфіналу Кубку Англії, програвши в ньому «Лестер Сіті». Найкращим бомбардиром «Шеффілд Юнайтед» в ті роки був Дерек Пейс. У сезоні 1967/68 команда посіла 21-е місце і знову вибула у Другій дивізіон. За вильотом пішла чергова заміна головного тренера: наступником Джона Харріса став Артур Роулі.
1971 року «клинки» повернулися до Першого дивізіону. Перший же сезон для них почався з восьми перемог та двох нічиїх. «Шеффілд Юнайтед» втратив лідерство тільки в жовтні, програвши матч «Манчестер Юнайтед». Повтор славетного голу Джорджа Беста в тому матчі і досі можна часто побачити на телебаченні. Проте навіть незважаючи не це клуб опинився в лізі тільки десятим.
1975 року була проведена довгоочікувана реконструкція стадіону «Бремолл Лейн», проте в перший же сезон на оновленому стадіоні «Шеффілд Юнайтед» знову вилетів із Першого дивізіону.

### Провальні роки
Виліт до нижчного дивізіону став фінансовою катастрофою для команди, і вона була вимушена продати лідера клубу Тоні Каррі. У січні 1977 року посада головного тренера зайняв Гаррі Гезлем. Після перемоги збірної Аргентини на чемпіонаті світу Гезлем прибув до Південної Америки, розраховуючи придбати юного гравця на ім'я Дієго Марадона, але отримав відмову. Проте Гезлем привіз до команди низку молодих талантів: у першу чергу Алехандро Сабелью.
У підсумку 1979 року «Шеффілд Юнайтед» вперше в історії вилетів до Третього дивізіону. Сезон 1980/81 вони почали дуже впевнено та на Різдво лідирували в чемпіонаті, проте в січні Гезлем через проблеми із здоров'ям не зміг завершити сезон і «Шеффілд» вилетів до Четвертого дивізіону.
Перед сезоном 1981/82 «клинки» призначили головним тренером свого колишнього півзахисника Іана Портерфілда і це допомогло їм виграти Четвертий дивізіон із 92 очками у першому ж сезоні. Повернення до Другого дивізіону відбулося 1984 року, наступного року тренером «Шеффілд Юнайтед» став Біллі Мак'юен.

### Відродження клубу

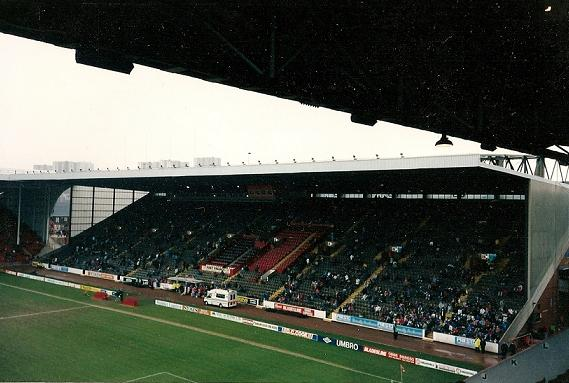
Перший матч АПЛ із Манчестер Юнайтед

Незважаючи на падіння до Третього дивізіону у 1988 році, новий головний тренер клубу Дейв Бассет зміг одразу ж допомогти клубу підвищитися в статусі. 1990 року «Шеффілд Юнайтед» повернувся до Першого дивізіону вперше за останні 14 років. Цього року вони боролися за першу сходинку в таблиці з «Лідс Юнайтед» і «павичі» змогли здобути перемогу лише в фінальному турі. Про їх протистояння телеканал BBC2 зняв документальний фільм «United», який показав останні шість тижнів того сезону. Саме в той сезон серед фанатів «Шеффілд Юнайтед» набула популярности пісня «Ooh Ah Bob Booker», присвячена 32-річному півзахиснику клубу Бобу Букеру.
З 1990 року «Шеффілд Юнайтед» чотири сезони перебував у вищому дивізіоні англійського футболу, включаючи перші два сезони в Прем'єр-лізі. Брайан Дін забив перший гол в історії Прем'єр-ліги 15 серпня 1992 року на 5 хвилині матчу із «Манчестер Юнайтед», який, втім, закінчився для «клинків» поразкою 1:2. Брайан Дін був проданий «Лідсу Юнайтед» влітку 1993 року, і «клинки» не змогли знайти йому відповідну заміну. У сезоні 1993/94 їм було важче забивати голи, а в останній тур сезону вони вилетіли, коли в останню хвилину матчу «Челсі» забили переможний гол (рахунок 3:2). Сезон 1994/95 «Шеффілд Юнайтед» закінчив восьмим у Першому дивізіоні, який після створення АПЛ став другим рівнем англійського футболу.

### Фінансові проблеми та падіння до Ліги 1
«Шеффілд Юнайтед» залишалися поза межами елітного дивізіону протягом 12-ти років, незважаючи на проходи до плей-оф за право на участь в АПЛ у 1997 та 1998 роках. 1999 року команда підписала головним тренером Ніла Ворнока, проте через борг у розмірі 20 мільйонів фунтів стерлінгів клуб обмежився лише місцями в середині таблиці.
Сезон 2002/03 став одним із найкращих у новітній історії клубу. «Шеффілд Юнайтед» здобув перемоги над клубами «Ліверпуль», «Сандерленд» та «Лідс Юнайтед» у кубку Англії, зупинившись лише в півфіналі. Того ж року «Шеффілд Юнайтед» знову пройшов до плей-оф, але знову ж таки програв «Вулвергемптон Вондерерз» із рахунком 0:3. Наступні два роки «клинки» фінішували на восьмій сходинці дивізіону. В сезоні 2005/2006 «Шеффілд Юнайтед» жодного разу впродовж чемпіонату не опускався нижче другого місця в турнірній таблиці, тож пройшов до АПЛ після 12-ти років відсутності.

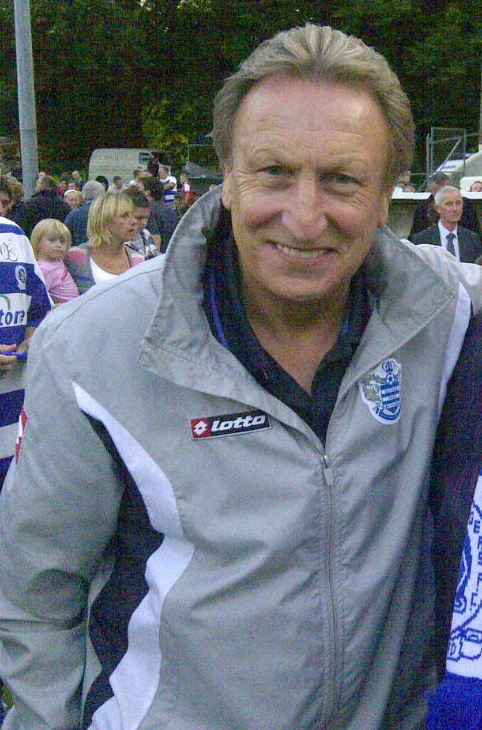
Ніл Ворнок в 2011 році

Втім, у Прем'єр-лізі клуб провів лише один рік, одразу вилетівши з чемпіонату. Того ж року «Юнайтед» придбали китайський клуб «Ченду Уню», перейменувавши його на «Ченду Блейдс» та змінивши емблему на дуже схожу із власною.
Наступником Ворнока на посаді головного тренера став Брайан Робсон. Перед початком сезону Робсон посилив команду, витративши рекордну для клубу суму в 4 мільйони фунтів стерлінгів на придбання нападника Джеймса Бітті. Невдалий початок сезону призвів до звільнення Робсона. Посаду головного тренера зайняв Кевін Блеквелл, але теж ненадовго. Сезон 2010/11 закінчився для «Шеффілд Юнайтед» катастрофою — клуб вилетів до Ліги 1, третього за значимістю дивізіону. Протягом того сезону клуб змінив трьох різних тренерів, проте так і не зміг підняти рівень гри. В сезоні 2011/12 «Шеффілд Юнайтед» посів третє місце та втратив можливість на підвищення, поступившись затятому супернику «Шеффілд Венсдей» у таблиці та програвши фінал плей-оф «Гаддерсфілд Таун». Наступного року «клинки» знову потрапили до плей-оф, але програли його «Йовіл Таун».

### Покупка саудівським принцом та повернення до АПЛ
3 вересня 2013 року було оголошено, що 50 % акцій клубу «Шеффілд Юнайтед» будуть придбані принцем Саудівської Аравії Абдуллою бін Мусаадом бін Абдулазізом аль-Саудом за 1 фунт стерлінгів і обіцянку інвестувати в команду 10 млн фунтів стерлінгів заради розвитку команди за п'ять років. Решта 50 % продовжували належати девелоперу Кевіну Маккейбу, який був багаторічним фанатом клубу і його директором з 1995 року, який витратив мільйони фунтів стерлінгів на покриття боргів «Юнайтед».
У сезоні 2015/16 клуб посів 11-е місце. У травні 2016 року власники призначили тренером Кріса Вайлдера, при якому команда почала вилазити з середини таблиці Ліги 1. Згодом Маккейб розчарувався в новому співвласникові, який виявився не таким багатим, як здавалося на перший погляд. У сезоні 2016/17 «Шеффілд Юнайтед» виграв Лігу 1, здобувши 100 очок.
У грудні 2017 року Маккейб запропонував принцу або продати свій пакет акцій, або купити пакет, що залишився в Маккейба. При цьому принц при набутті контролю над 75 % акцій команди, повинен був викупити побудовані Маккейбом об'єкти нерухомості для «Шеффілд Юнайтед» вартістю 40-50 млн фунтів стерлінгів. Принц Абдулла не дав жодної відповіді на цю пропозицію. Тоді Маккейб звернувся до суду, який постановив йому продати власну долю акцій за 5 мільйонів фунтів.

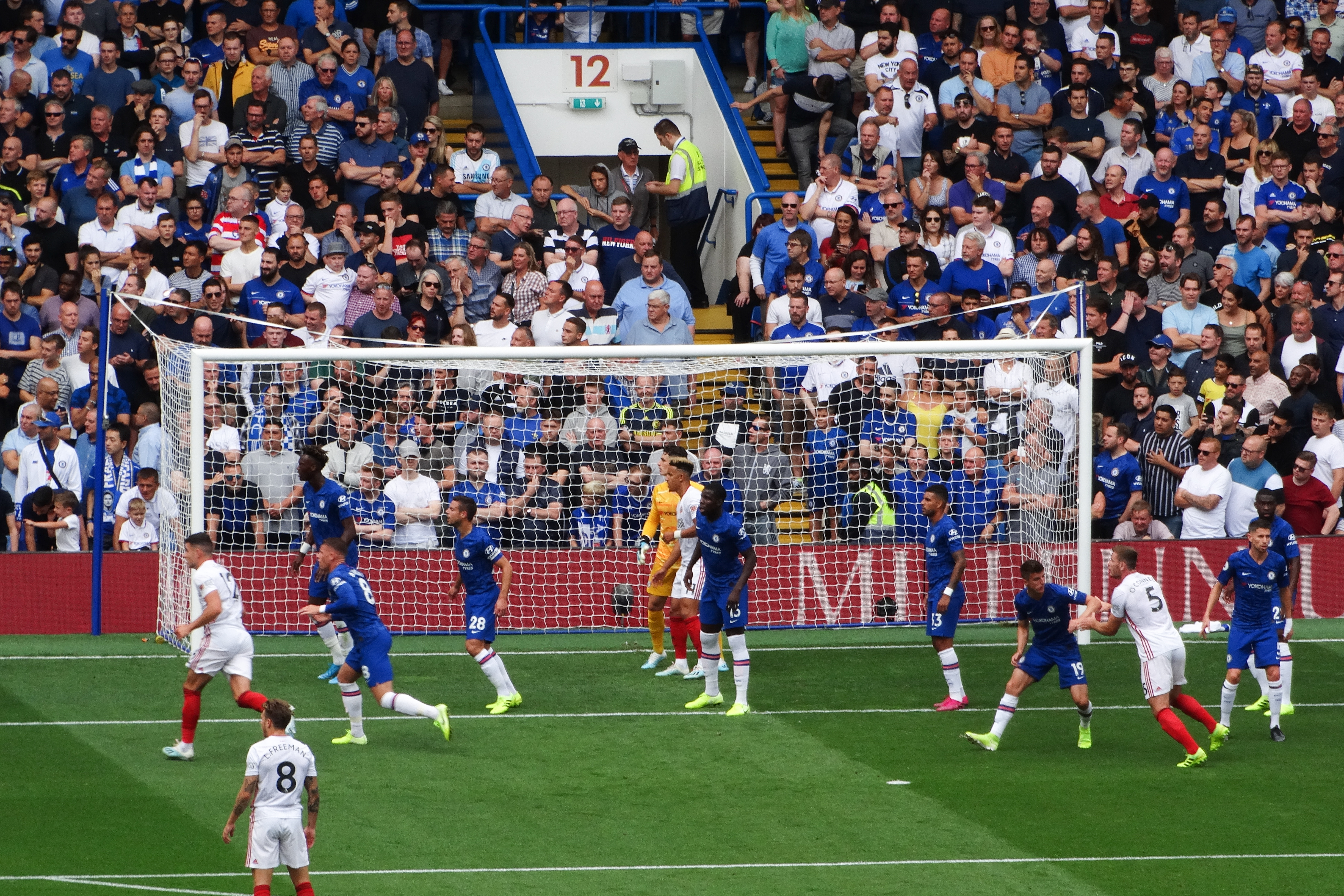
Матч із Челсі, 2019 рік

28 квітня 2019 року «Шеффілд Юнайтед» достроково забезпечив собі вихід в Англійську футбольну прем'єр-лігу. В останній раз клуб виступав в прем'єр-лізі у сезоні 2006/07. За цей час команда провела шість сезонів в третьому дивізіоні Англії.

## Кольори та емблема
Більшу частину своєї історії «Шеффілд Юнайтед» грають у футболках з вертикальними червоними й білими смугами, проте починали грати в білих футболках та блакитних шортах. Під час сезону 1890/91 вони мали на власних футболках вузькі червоні смуги, проте зрештою повернулися до попередньої форми. В сезоні 1892/93 смуги повернулися, а 1904 року замість блакитних шортів з'явились чорні. До 1974 року форма істотно не змінювалась, тоді ж до форми були додані елементи чорного кольору, які протрималися на ній до 1979року. Пізніше з'явилась біла форма з червоним передом, обмеженим тонкими смугами. Це було зроблено задля розміщення логотипу спонсору клубу — місцевого магазину меблів Cantor's. Через два роки форма була знову змінена на смугасту з розміщеними логотипами Bentley (1981—1982) та Renault (1982—1983), які були розміщені вертикально на білій смузі. Пізніше форма клубу залишилася смугастою з деякими відмінностями. Наприклад, в 1988—1992 роках форма мала попереду жовтий прямокутник із логотипом компанії Laver, а в 1994 — чорну горизонтальну смугу із тим самим спонсором. 1995 року з'явилась червона форма з білими ромбами, проте цей досвід виявився невдалим і наступний сезон команда розпочала із звичними смугами, які в різному вигляді залишаються й донині. Чорні шорти були замінені на червоні або білі в 2002—2005 роках, проте і ці нововведення довго не протримались. Офіційним виробником форми з 2014 року є компанія «Адідас». Традиційні кольори форми ірландського клубу «Деррі Сіті» 1934 року були створені під впливом «Шеффілд Юнайтед».
Вперше емблема клубу з'явилася на формі 1891 року, тоді вона була червоного кольору і зникла через рік. З 1965 по 1977 роки клуб замість емблеми використовував герб Шеффілда. Пізніше головний тренер запропонував використати емблему, яку за 20 років до того розробив тодішній гравець клубу Джиммі Геган. На ній було два схрещених мечі, або ж клинки, та Біла троянда Йорків на чорному фоні згори. Емблема була обрамлена червоним колом із написом «Sheffield United F.C.», написаним згори, та «1888» — роком заснування клубу, вказаним знизу. Декілька разів форма зазнавала змін: 1992 року вона стала чорною із тонким червоним обрамленням, а всі її елементи стали білими. 2000 року клуб повернувся до старої емблеми, яка лишається й зараз.

## Стадіон

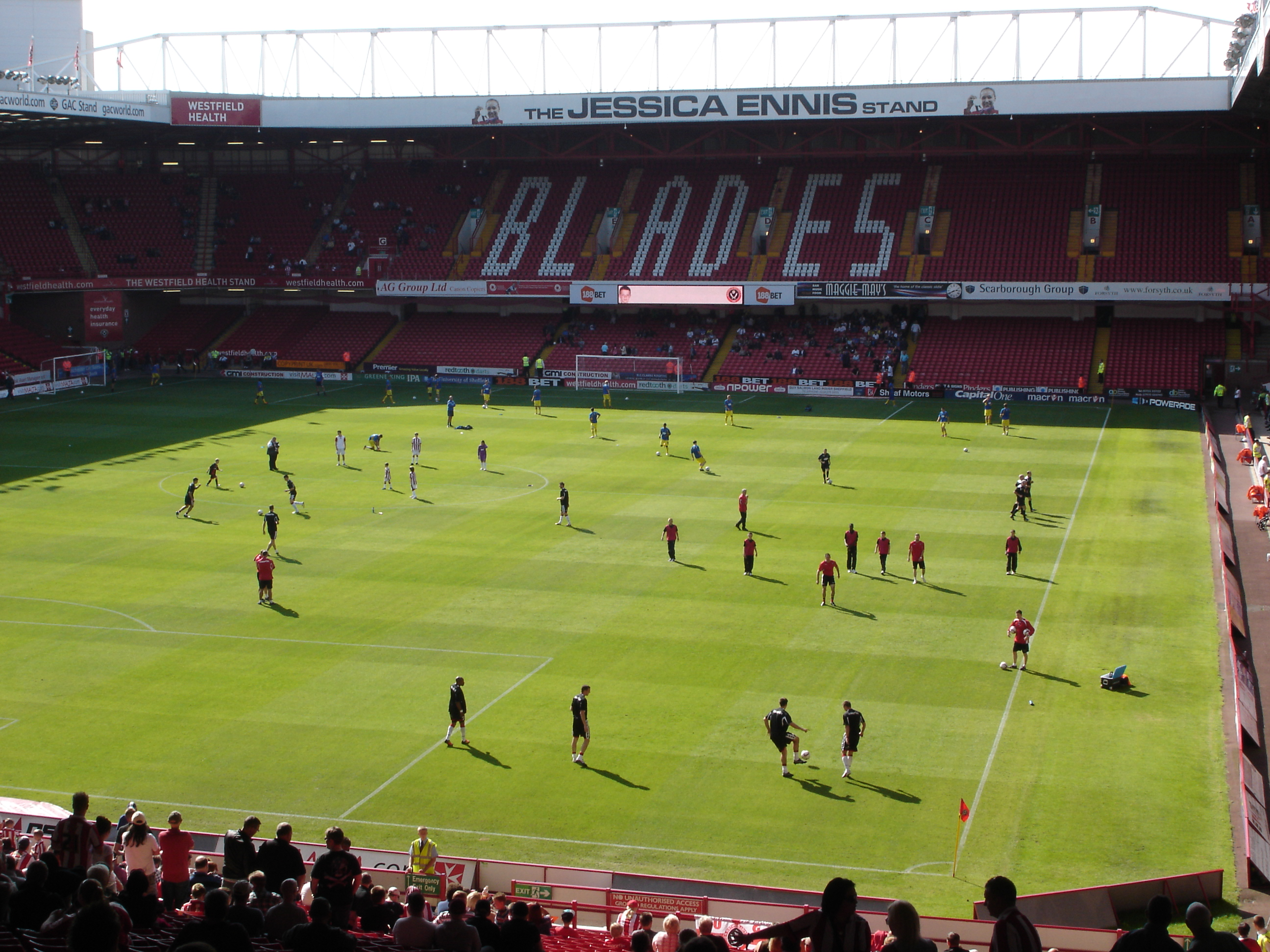
Стадіон «Бремолл-Лейн», трибуна Джессіки Енніс

«Шеффілд Юнайтед» грає на стадіоні «Бремолл-Лейн», що розташований неподалік від центру Шеффілда. Це найстаріший у світі стадіон, який використовує команда, що грає в прем'єр-дивізіоні своєї країни. Першу гру він прийняв 1862 року. Перший у світі футбольний матч із штучним освітленням також пройшов на цьому стадіоні 14 жовтня 1878 року. Той матч зібрав понад 20000 глядачів.
Сам стадіон був створений 1855 року як поле для гри в крікет, і разом із футбольними матчами аж до реконструкції 1973 року на ньому проводились ще й крікетні.
Останніми роками стадіон розширювався, і після 2006 року він має 32050 сидячих місць. 2015 року з'явився план зі збільшення місткості стадіону ще на 3215 місць зі сторони південної трибуни, однак ці плани ще не приведені до життя.

## Вболівальники та принципові протистояння
«Шеффілд Юнайтед» має потужну фан-базу як в Англії, так і за її межами. Офіційні клуби фанатів є в Ірландії, США, Австралії та навіть на Мальті. 2013 року соціальна мережа «Твіттер» встановила, що фани «Юнайтед» мають найбільш позитивну взаємодію із офіційним аккаунтом свого клубу серед усіх англійських футбольних команд. Також 2006 року Virgin Money встановили, що фанати «клинків» є найбільш «схибленими» на своєму клубі серед фанатів усіх команд тодішнього складу Англійської Прем'єр-ліги, тобто в середньому вони думають про свій клуб 110 разів на день.
Серез знаменитостей за «Шеффілд Юнайтед» уболівають актор Шон Бін, боксер Келл Брук, музиканти Джо Елліотт та Флі, олімпійські чемпіони Джессіка Енніс та Пол Ґудісон, знаменитий футболіст Хуан Себастьян Верон та багато інших.
«Шеффілд Юнайтед» має багато історичних протистоянь, у першу чергу з іншими клубами Йоркшира. Найпринциповіший суперник — сусідній «Шеффілд Венсдей». Клуби розігрують між собою дербі Сталевого міста, яке назване так через те, що Шеффілд є сталевої промисловости Англії. Ще один принциповий суперник — «Лідс Юнайтед». Це дербі відоме як Йоркширське, позаяк Лідс і Шеффілд — два найбільших міста Йоркшира. Також серйозними суперниками «клинків» є «Барнслі», «Донкастер Роверз» та «Ротергем Юнайтед».
Ще одним затятим суперником клубу у 80-х роках став «Ноттінгем Форест». Це пояснюється тим, що в ті часи відбувались страйки шахтарів Йоркшира, до яких шахтарі Ноттінгемшира не приєдналися.
Після скандалу, викликаного 2006 року покупкою «Вест Гем Юнайтед» молодого аргентинця Карлоса Тевеса за занизьку ціну та подальшими судами, викликаними вильотом «Шеффілд Юнайтед» із ліги через гол Тевеса, протистояння між цими двома клубами набуло більшої пристрасті.
Як і багато англійських клубів, прихильники Шеффілд Юнайтед мають широкий спектр кричалок та пісень. Найвідоміша з них — The Greasy Chip Butty Song, яка співається під мотив пісні Джона Денвера «Annie's Song».

## Досягнення
- Чемпіон Англії: 1898
- Володар кубка Англії: 1899, 1902, 1915, 1925

## Відомі гравці
- Алан Вудворд
- Тоні Каррі
- Браян Дін
- Вінні Джонс
- Алан Келлі
- Дін Сондерс
- Філ Ягелка
- Гаррі Магвайр
- Нік Монтгомері
- Падді Кенні
- Стюарт Макколл
- Стівен Квінн
- Джеймс Бітті
- Гері Нейсміт
- Кайл Нотон
- Гері Спід